# جوزيف كروس (لاعب كريكت)
جوزيف كروس (بالإنجليزية: Joseph Cross)‏ (23 فبراير 1849 - 2 نوفمبر 1918) هو لاعب كريكت بريطاني (وحمل سابقاً جنسية المملكة المتحدة لبريطانيا العظمى وأيرلندا).